# Kōsuke Kuwano
Kōsuke Kuwano (桑野 晃輔 Kuwano Kōsuke?,  Prefectura de Hyōgo, Japón, 16 de octubre de 1990) es un actor y seiyū japonés, afiliado a Sunaoka Office. Kuwano se graduó del departamento de actuación de la Universidad de Nihon y debutó como actor en 2008, actuando en una adaptación a musical del manga Wild Adapter. Su debut como seiyū se produjo en 2016, dando voz al personaje de Yūga Aoyama en My Hero Academia.

## Filmografía

### Películas
- Lock and Roll Forever (2009) como Niño punk
- Oh, My Buddha! (2009)
- O Shōkō (2011) como Shūhei Sano
- Sora Kara Kita Tenkōsei (2013) como Turbo (Hiroshi Tajima)
- Graffiti!! (2013) como Takyuki Ishihara

### Televisión
- Koishite Akuma: Vampire Boy (Fuji TV, 2009) como Giichi Shimazu
- Danshing!! (Tokyo MX, 2013) como Endō-sensei
- Utenai Keikan (WOWOW, 2016)
- Kamo Shirenai Joyūtachi -2016- (Fuji TV, 2016)
- Uso no Sensō (Kansai TV, 2017)
- Yami no Hō Shikkō Hito (J:COM, 2017) como Atsushi Kashiwabara

### Anime
2016
- My Hero Academia como Yūga Aoyama
- Cheer Boys!! como Sōichirō Suzuki[3]

2018
- Waka Okami wa Shōgakusei! como Sōta Miki[4]
- Pokémon Sol y Pokémon Luna como Marein

### Películas animadas
- My Hero Academia: Two Heroes (2015) como Yūga Aoyama[5]